# Карбон (округ, Вайоминг)
Округ Карбон (англ. Carbon County) — округ, расположенный в штате Вайоминг (США) с населением в 15 639 человек по статистическим данным переписи 2000 года.
Столица округа находится в городе Ролинс.

## История
Округ Карбон был образован в 1868 году.
С 1835 по 1845 годы территория площадью около 8800 квадратных километров центральной части нынешнего округа являлась частью земли Республики Техас, а после 1852 года — частью штата Техас вплоть до передачи северных земель штата под контроль правительства Соединённых Штатов. Границы данной территории определены с севера 42-й параллелью и прямыми линиями с востока — в верховье реки Арканзас, с запада — в верховье реки Рио-Гранде и с юга — прямой линией между верховьями двух рек.

## География
По данным Бюро переписи населения США округ Карбон имеет общую площадь в 20 627 квадратных километров, из которых 20 451 кв. километр занимает земля и 176 кв. километров — вода. Площадь водных ресурсов округа составляет 0,85 % от всей его площади.

### Соседние округа
- Натрона — север
- Конверс — северо-восток
- Олбани — восток
- Джэксон (Колорадо) — юго-восток
- Раутт (Колорадо) — юг
- Моффат (Колорадо) — юго-запад
- Суитуотер — запад
- Фримонт — северо-запад

### Национальные охраняемые территории
- Национальный парк Медисин-Боу
- Национальный резерват Патфайндер

## Демография

Распределение населения округа Карбон по возрастным диапазонам

По данным переписи населения 2000 года в округе Карбон проживало 15 639 человек, 4130 семей, насчитывалось 6129 домашних хозяйств и 8307 жилых домов. Средняя плотность населения составляла 1 человек на один квадратный километр. Расовый состав округа по данным переписи распределился следующим образом: 90,11 % белых, 0,67 % чёрных или афроамериканцев, 1,27 % коренных американцев, 0,67 % азиатов, 0,06 % выходцев с тихоокеанских островов, 2,05 % смешанных рас, 5,17 % — других народностей. Испано- и латиноамериканцы составили 13,83 % от всех жителей округа.
Из 6 129 домашних хозяйств в 31,20 % — воспитывали детей в возрасте до 18 лет, 55,10 % представляли собой совместно проживающие супружеские пары, в 8,30 % семей женщины проживали без мужей, 32,60 % не имели семей. 27,50% от общего числа семей на момент переписи жили самостоятельно, 9,60% при этом составили одинокие пожилые люди в возрасте 65 лет и старше. Средний размер домашнего хозяйства составил 2,39 человек, а средний размер семьи — 2,91 человек.
Население округа по возрастному диапазону по данным переписи 2000 года распределилось следующим образом: 24,10 % — жители младше 18 лет, 8,60 % — между 18 и 24 годами, 28,40 % — от 25 до 44 лет, 26,70 % — от 45 до 64 лет и 12,30 % — в возрасте 65 лет и старше. Средний возраст жителей округа составил 39 лет. На каждые 100 женщин в округе приходилось 115,30 мужчин, при этом на каждых сто женщин 18 лет и старше приходилось 118,10 мужчин также старше 18 лет.
Средний доход на одно домашнее хозяйство в округе составил 36 060 долларов США, а средний доход на одну семью в округе — 41 991 доллар. При этом мужчины имели средний доход в 31 603 доллара в год против 21 451 долларов среднегодового дохода у женщин. Доход на душу населения в округе составил 18 375 долларов в год. 9,80 % от всего числа семей в округе и 12,90 % от всей численности населения находилось на момент переписи населения за чертой бедности, при этом 16,60 % из них были моложе 18 лет и 14,80 % — в возрасте 65 лет и старше.

## Главные автодороги
- US 30
- US 287
- I-80

## Населённые пункты

### Города
- Ролинс

### Небольшие города
| - Багс - Диксон - Элк-Маунтин | - Гранд-Энкампмент - Ханна - Медисин-Боу | - Риверсайд - Саратога - Синклер |

### Другие
- Арлингтон
- Сейвери
- Уолкотт